# Барон Грейвз

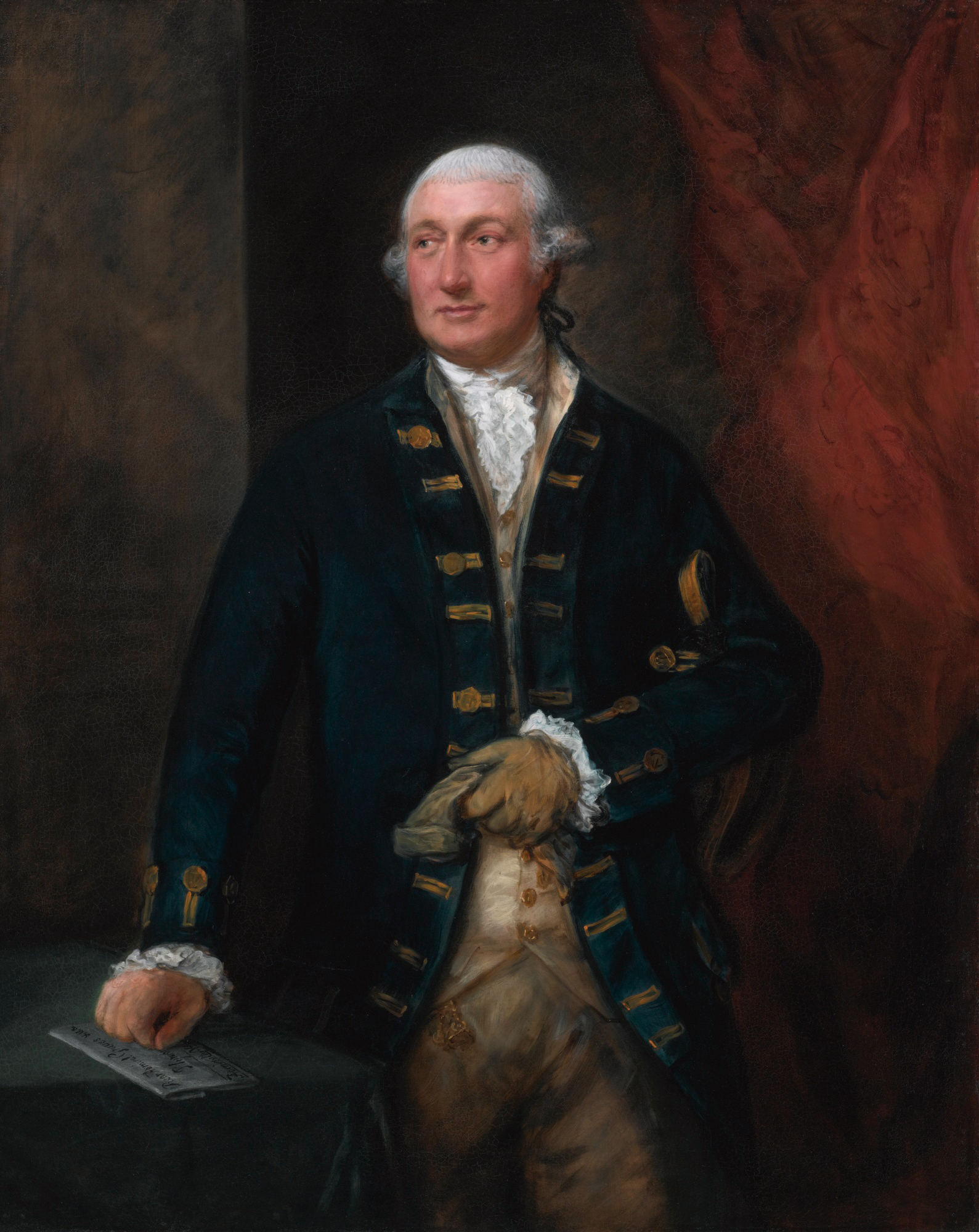
Адмирал Томас Грейвз, 1-й барон Грейвз (1725—1802)

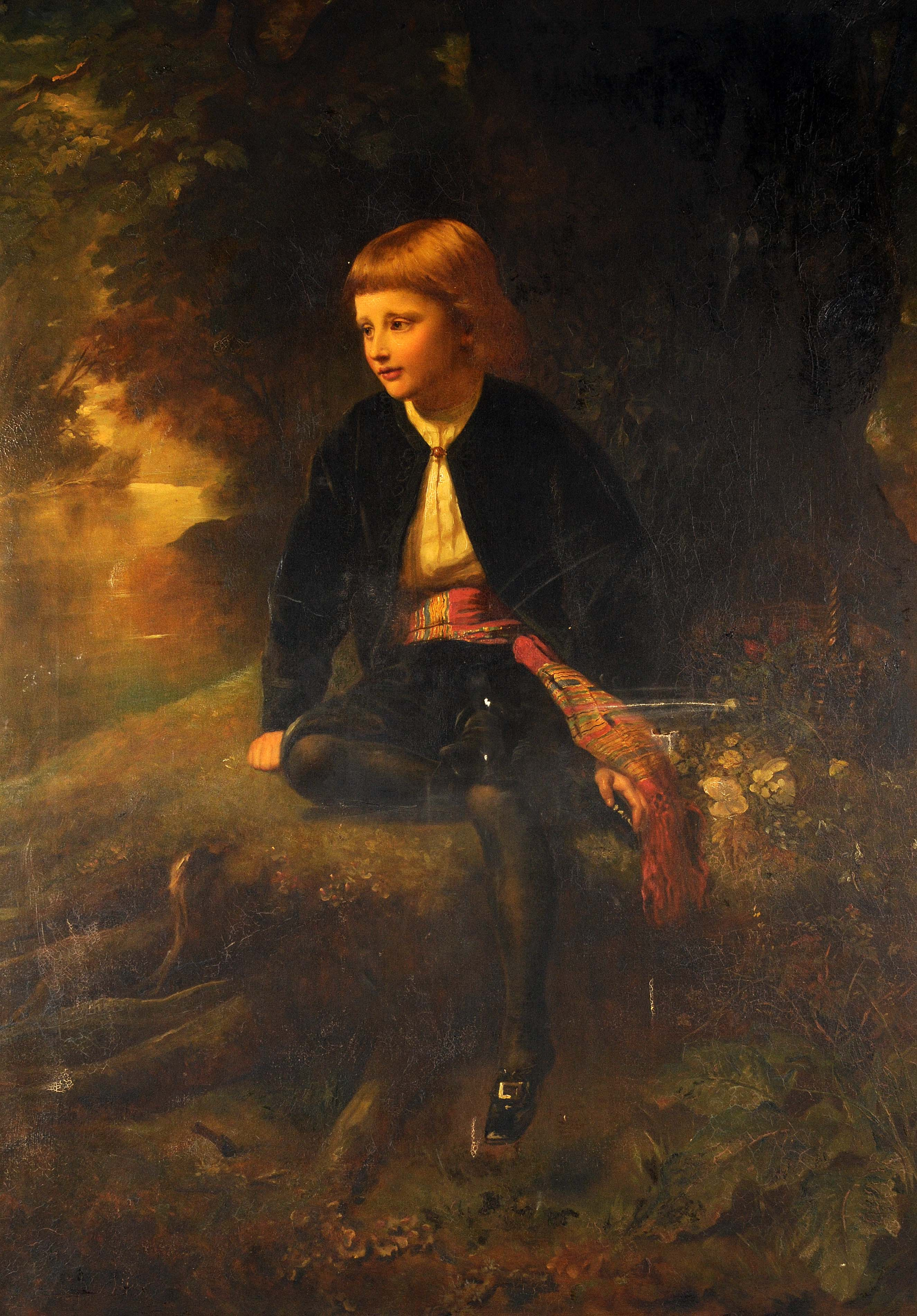
Портрет достопочтенного Генри Ричарда Грейвза (1818—1882), 1874 год

Лорд Грейвз (барон Грейвзенд) в графстве Лондондерри — наследственный титул в системе Пэрства Ирландии. Он был создан 24 октября 1794 года для британского флотоводца, адмирала Томаса Грейвза (1725—1802). Он занимал пост коммодор-губернатора Ньюфаундленда (1761—1764) и заседал в Палате общин от Восточного Лоо (1775). Он был вторым флагманом во время Битвы Славного первого июня 1794 года. Его сын, Томас Норт Грейвз, 2-й барон Грейвз (1775—1830), представлял в Палате общин Окехапптон (1812—1818), Виндзор (1819—1820) и Милборн Порт (1820—1827). Его преемником стал его сын, Томас Уильям Грейвз, 3-й барон Грейвз (1804—1870). В 1904 году после смерти Кларенса Эдварда Грейвза, 4-го барона Грейвза (1847—1904), эта линия семьи Грейвз угасла.
4-му барону наследовал его двоюродный брат, Генри Перси Сирил Грейвз, 5-й барон Грейвз (1847—1937), сын достопочтенного Генри Ричарда Грейвза, третьего сына 2-го барона Грейвза. После смерти его сына и единственного наследника мужского пола, Кларенса Перси Риверса Грейвза, 6-го барона Грейвза (1871—1937), эта ветвь семьи также прервалась.
6-му барону наследовал его двоюродный брат, Генри Элджернон Клод Грейвз, 7-й барон Грейвз (1877—1963), сын Клода Томаса Грейвза, младшего сына достопочтенного Генри Ричарда Грейвза, третьего сына 2-го барона. Его сын, Питер Джордж Уэллсли Грейвз, 8-й барон Грейвз (1911—1994),
был актёром (под именем Питер Грейвз). После смерти последнего в 1994 году эта ветвь семьи Грейвз также угасла. Его преемником стал его второй кузен, Эвелин Пэджет Грейвз, 9-й барон Грейвз (1926—2002), внук достопочтенного Адольфа Эдварда Пэджета Грейвза, младшего сына достопочтенного Генри Ричарда Грейвза, третьего сына 2-го барона. По состоянию на 2013 год носителем титула являлся его сын, Тимоти Эвелин Грейвз, 10-й барон Грейвз (род. 1960), который, как и его отец, проживает в Австралии.

## Бароны Грейвз (1794)
- 1794—1802: Томас Грейвз, 1-й барон Грейвз (23 октября 1725 — 9 февраля 1802), второй сын контр-адмирала Томаса Грейвза[1]
- 1802—1830: Томас Норт Грейвз, 2-й барон Грейвз (28 мая 1775 — 7 февраля 1830), старший сын предыдущего[2]
- 1830—1870: Томас Уильям Грейвз, 3-й барон Грейвз (18 апреля 1804 — 20 марта 1870), старший сын предыдущего[3]
- 1870—1904: Кларенс Эдвард Грейвз, 4-й барон Грейвз (8 июня 1847 — 29 января 1904), единственный сын предыдущего[4]
- 1904—1914: Генри Перси Сирил Грейвз, 5-й барон Грейвз (10 сентября 1847 — 13 января 1914), старший сын достопочтенного Генри Ричарда Грейвза (1818—1882), второго сына 2-го барона[5]
- 1937—1937: Кларенс Перси Риверс Грейвз, 6-й барон Грейвз (16 марта 1871 — 1 марта 1937), единственный сын предыдущего[6]
- 1937—1963: Генри Элджернон Клод Грейвз, 7-й барон Грейвз (3 октября 1877 — 6 ноября 1963), единственный сын Клода Томаса Грейвза (1850—1898), внук Генри Ричарда Грейвза (1818—1882), второго сына 2-го барона[7]
- 1963—1994: Питер Джордж Уэллсли Грейвз, 8-й барон Грейвз (21 октября 1911 — 6 июня 1994), единственный сын предыдущего[8]
- 1994—2002: Эвелин Пэджет Грейвз, 9-й барон Грейвз (17 мая 1926 — 6 декабря 2002), единственный сын Алвейна Монтегю Грейвза (1892—1950), внук Адольфа Эдварда Пэджента Грейвза (1855—1931), правнук Генри Ричарда Грейвза (1818—1882), второго сына 2-го барона[9]
- 2002 — настоящее время: Тимоти Эвелин Грейвз, 10-й барон Грейвс (род. 27 марта 1960), старший сын предыдущего[10]

Нет наследника баронского титула.